# تامیژان
تامیژان (به تامیلی: Thamizhan) فیلمی است محصول سال ۲۰۰۲ و به کارگردانی مجیت است. در این فیلم بازیگرانی همچون ویجای، پریانکا چوپرا، نثار، اشیش ویدیارتی، رواتهی و چاروهاسان ایفای نقش کرده‌اند.